# پوبرگ
پوبرگ (به فرانسوی: Puberg) یک کمون در فرانسه با جمعیت ۳۵۱ نفر است که در Canton of La Petite-Pierre واقع شده‌است.